# 라이데마이스터 변형
매듭 이론에서 라이데마이스터 변형(영어: Reidemeister move；漢字：Reidemeister變換)은 매듭의 도표에 가할 수 있는 세 가지 변형이다. 매듭 도표에 라이데마이스터 변형을 가해도 도표가 나타내는 매듭은 바뀌지 않으며, 또한 같은 매듭을 나타내는 서로 다른 매듭 도표들은 항상 일련의 라이데마이스터 변형으로 서로 같게 만들 수 있다.

## 정의
라이데마이스터 변형은 세 가지가 있고, 다음과 같다.
|          |          |          |
| 1종 변형 | 2종 변형 | 3종 변형 |

## 역사
1926년에 쿠르트 라이데마이스터(Kurt Reidemeister)가 도입하였다. 1927년에 제임스 워델 알렉산더와 G. B. 브리그스(영어: G. B. Briggs) 또한 독립적으로 발견하였다.